# La Promesse des ténèbres
La Promesse des ténèbres est un roman à suspense de Maxime Chattam paru en 2009 chez Albin Michel.
L'histoire se déroule à New York. Brady O'Donnel, journaliste photographe, rencontre une femme qui va changer sa vie. À la poursuite de son passé, il va plonger dans l'enfer des entrailles de New-York.
Ce roman est un préquel de la Trilogie du Mal : L'Âme du mal, In Tenebris, Maléfices.